# Забабье (Гомельская область)
Забабье (бел. Забаб'е) — деревня в Потаповском сельсовете Буда-Кошелёвского района Гомельской области Белоруссии.

## География

### Расположение
В 14 км на северо-запад от Буда-Кошелёво, 62 км от Гомеля. Расположен остановочный пункт Забабье, линии Гомель-Жлобин.

### Гидрография
Через деревню проходит мелиоративный канал, соединённый с рекой Руденка (приток реки Окра).

## Транспортная сеть
Транспортные связи по просёлочной, затем автомобильной дороге Жлобин — Гомель.
Планировка состоит из двух криволинейных улиц меридиональной ориентации. Застройка двусторонняя, деревянными домами усадебного типа.

## История
По письменным источникам известна с XVI века как селение в Речицком повете Минского воеводства Великого княжества Литовского. В 1529 году упоминается как село во владении помещика Антоновича. После 1-го раздела Речи Посполитой (1772 год) в составе Российской империи. После ввода в действие в ноябре 1873 года железной дороги Бобруйск — Гомель начал действовать разъезд, а затем железнодорожная станция. Помещик Кузнецов имел здесь 1327 десятин земли и занимался коневодствам. По переписи 1897 года находились: хлебозапасный магазин, ветряная мельница. Рядом был одноимённый фольварк. В 1900 году построено новое здание для школы и начались занятия. В 1909 году 340 десятин земли, в Староруднянской волости Рогачёвского уезда Могилёвской губернии. В фольварке было 1100 десятин земли.
С 21 августа 1925 года до 13 февраля 1958 года центр Забабского сельсовета Буда-Кошелёвского района Бобруйского, с 27 октября 1927 года Гомельского (до 26 июля 1930 года) округа, с 20 февраля 1938 года Гомельской области.
В 1925 году три посёлка: Забабье I, Забабье II и Забабье III. В 1929 году организован колхоз «Большевик», работали 2 кузницы. Во время Великой Отечественной войны в боях около деревни погибли 135 советских солдат и 1 партизан, среди погибших солдаты 197-й стрелковой дивизии 56-го стрелкового корпуса, которые в ноябре 1943 года освобождали деревню (похоронены в братской могиле на северо-восточной окраине). На фронте погиб 41 жителей деревни. В 1959 году в составе хозяйства Буда-Кошелёвского аграрно-технического колледжа (центр — город Буда-Кошелёво). Начальная школа.
В состав Забабского сельсовета входил до 1939 года, не существующий в настоящее время, посёлок Южный Никольск.
В 2003 году при замене платформы на железнодорожной станции Забабье рабочие обнаружили место военного захоронения (11 советских воинов, погибших во время Великой Отечественной войны).

## Население

### Численность
- 2018 год — 25 жителей.

### Динамика
- 1897 год — 44 двора, 286 жителей (согласно переписи).
- 1909 год — 325 жителей.
- 1925 год — Забабье I — 15 дворов, Забабье II — 14 дворов и Забабье III −15 дворов.
- 1959 год — 301 житель (согласно переписи).
- 2004 год — 30 хозяйств, 45 жителей.

## Достопримечательность
- Братская могила (1943) —  Историко-культурная ценность Республики Беларусь, шифр 313Д000132

## Известные уроженцы
- Господарёв, Филипп Павлович (1865—1938) — белорусский и русский сказочник.
- Шевцов, Филипп Тимофеевич — российский политический деятель, депутат Государственной думы от Могилёвской губернии.